# Słupiec (góra)

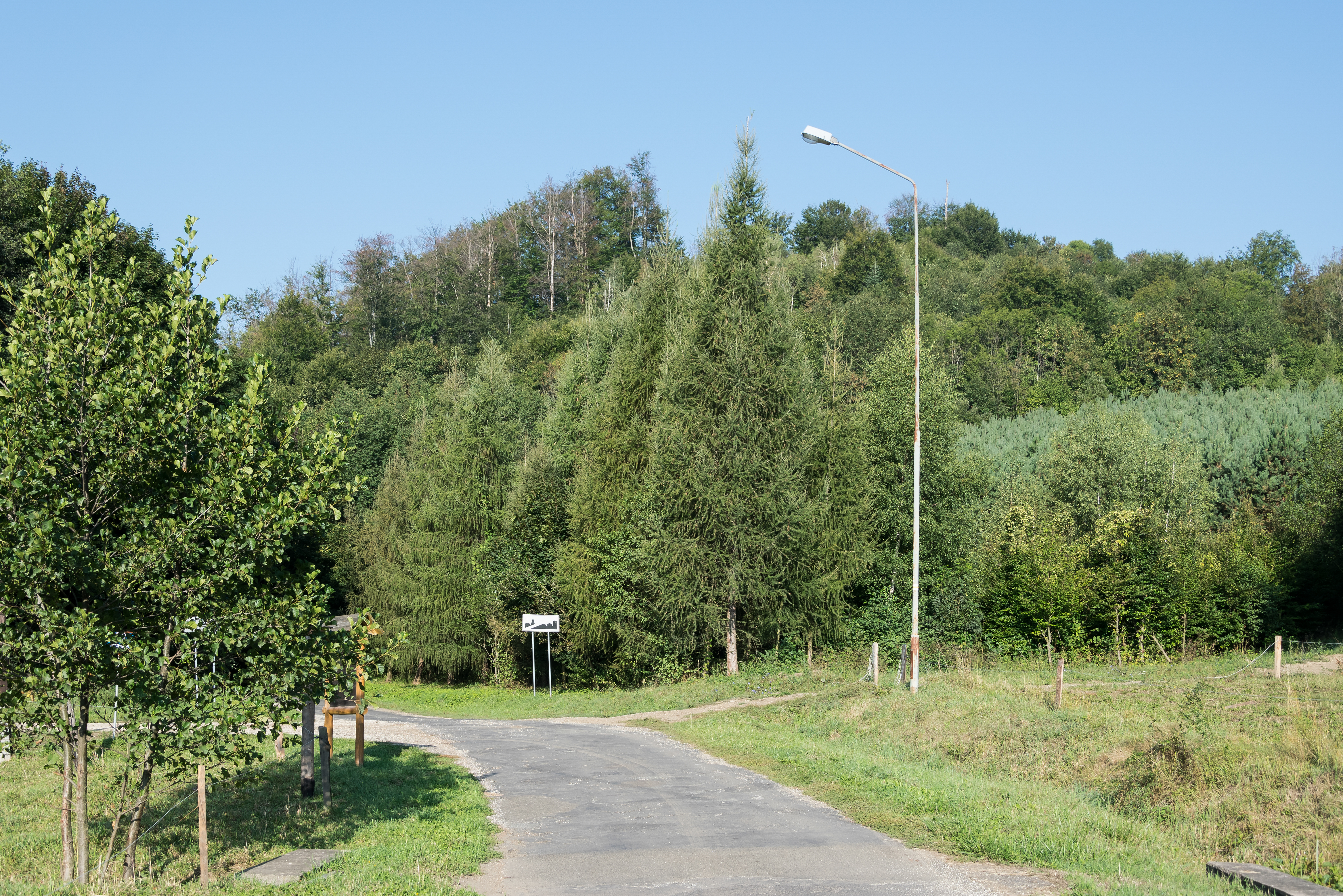
Słupiec od wschodu

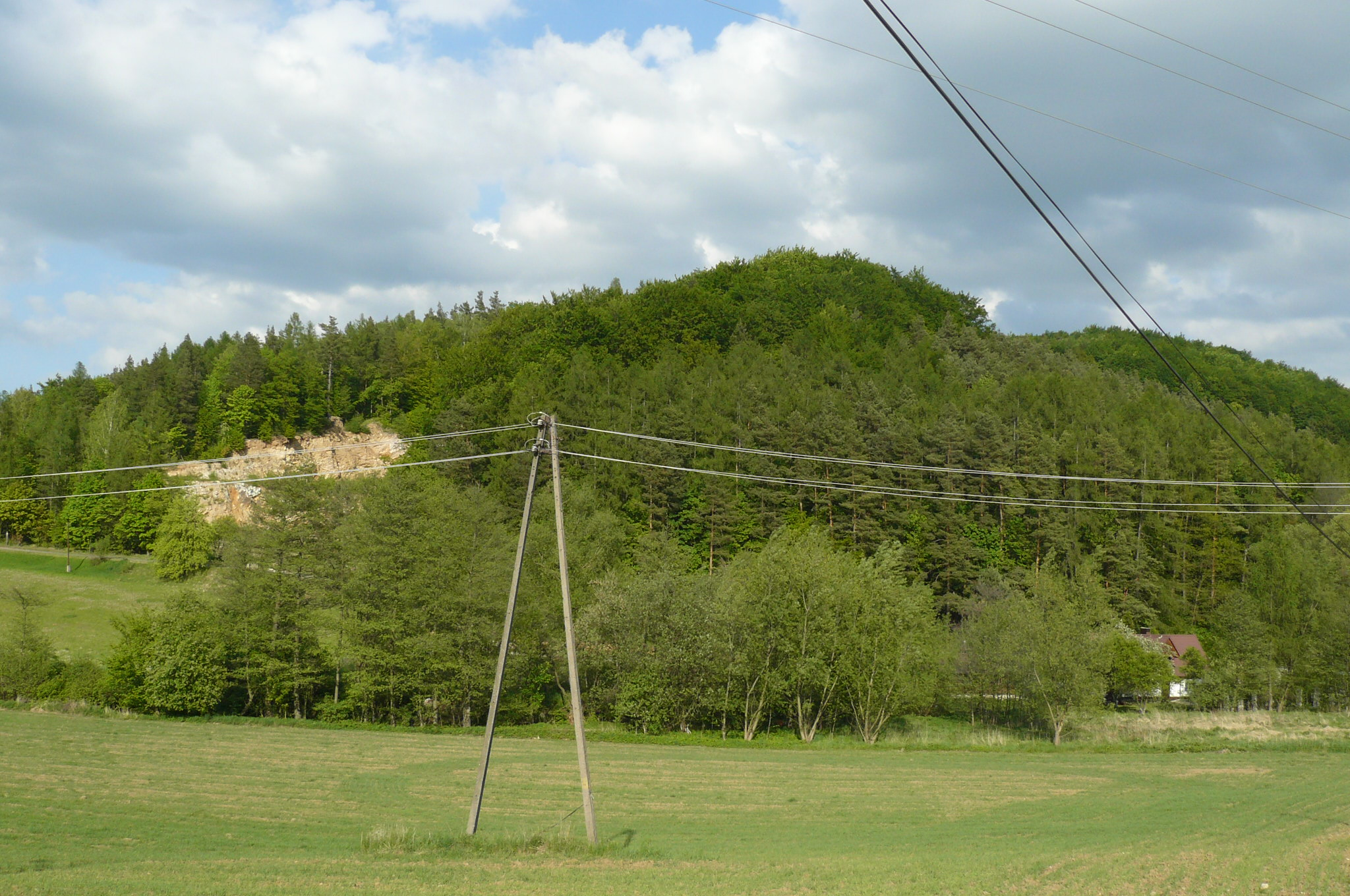
Kamieniołom w zachodniej części

Słupiec – wzniesienie 531 m n.p.m. w południowo-zachodniej Polsce w Sudetach Wschodnich, w Masywie Śnieżnika - Krowiarkach.

## Położenie
Wzniesienie, położone w Sudetach Wschodnich, w północno-zachodniej części Masywu Śnieżnika, w północno-zachodnim grzbiecie odchodzącym od Śnieżnika, w północno-zachodniej części Krowiarek, około 2 km, na południowy zachód od miejscowości Ołdrzychowice Kłodzkie. Po południowej stronie góry u podnóża, położona jest miejscowość Romanowo.
Dolina potoku Piotrówka oddziela je na południu od masywu Żelaznych Gór i Piotrowickiego Lasu, a na zachodzie od Wapniarki. Na północy szeroka dolina Białej Lądeckiej oddziela je od Wzgórz Rogówki, należących do Kotliny Kłodzkiej. Od wschodu płytka przełęcz oddziela je od góry Sędzisz. Jest to niezbyt wysokie, dość długie wzniesienie, w kształcie wału, o dość stromych zboczach z wyraźnie podkreśloną częścią szczytową, położoną w południowo-wschodniej części wału.

## Budowa geologiczna
Wzniesienie o zróżnicowanej budowie geologicznej, zbudowane ze skał metamorficznych należących do metamorfiku Lądka i Śnieżnika, głównie łupków łyszczykowych, podrzędnie z wapieni krystalicznych (marmurów kalcytowych i dolomitowych) serii strońskiej. Na zboczach wśród lasu, występują pojedyncze wapienne skałki. Na północno-zachodnim zboczu u podnóża góry znajdują się wyrobiska czynnego kamieniołomu wapienia krystalicznego, a na południowym opuszczone wyrobisko. 

## Roślinność
Wzniesienie w całości wraz ze zboczem grzbietowym zajmuje las mieszany regla dolnego, pozostałe zbocza, poniżej wysokości 375 m n.p.m., zajmują łąki i częściowo pola uprawne. Lokalnie porośnięte jest roślinnością kserotermiczną. 

## Ciekawostki
W okolicy wzniesienia w kierunku wzniesienia Wapniarka położone są Romanowskie źródła, które od 1982 roku objęte są ochroną. Od 2025 wzniesienie chroni rezerwat przyrody Krowiarki.

## Szlaki turystyczne
Doliną Piotrówki na południe od szczytu przechodzi  szlak turystyczny z Żelazna na Przełęcz Puchaczówkę.